# Zographus nivisparsus
Zographus nivisparsus es una especie de escarabajo longicornio del género Zographus, tribu Sternotomini, subfamilia Lamiinae. Fue descrita científicamente por Chevrolat en 1844.

## Descripción
Mide 19-23 milímetros de longitud.

## Distribución
Se distribuye por Mozambique, República Democrática del Congo, Sudáfrica, Tanzania y Zimbabue.